# Бранци
Бранци (итал. Branzi) — коммуна в Италии, располагается в регионе Ломбардия, в провинции Бергамо.
Население составляет 762 человека (2008 г.), плотность населения составляет 30 чел./км². Занимает площадь 25 км². Почтовый индекс — 24010. Телефонный код — 0345.
Покровителем коммуны почитается святой апостол Варфоломей, празднование 25 августа.

## Демография
Динамика населения:

## Администрация коммуны
- Официальный сайт: